# Tectaria schmutzii
Tectaria schmutzii är en ormbunkeart som beskrevs av Holtt. Tectaria schmutzii ingår i släktet Tectaria och familjen Tectariaceae. Inga underarter finns listade.